# K–561 Kazany
A K–561 Kazany az Orosz Haditengerészet Jaszeny osztályú (885M Jaszeny-M típusú) atommeghajtású robotrepülőgép-hordozó tengeralattjárója. 2017 márciusában bocsátották vízre. 2021. május 7-én állították szolgálatba az Északi Flottánál. Honi kikötője a Zapadnaja Lica haditengerészeti bázis.

## Története
Építése 2009. július 24-én kezdődött a szeverodvinszki Szevmas hajógyárban. Megépítésére 47 milliárd rubeles szerződést kötött a katonai megrendelésekért felelős hivatal (Goszoboronzakaz) a hajógyárral. Ez ez egység a 885 típus második példánya, amely azonban az elsőtől eltérő, módosított tervek alapján készültt. A 885M Jaszeny-M változat már modernebb berendezésekkel, erősebb rakétafegyverzettel (plusz két rakétaindító konténerrel) készül és csökkentették a zajszintjét, a hajótest hossza az első egységnél mintegy 9 m-rel rövidebb.
2017. március 31-én bocsátották vízre. A hajó a K–561 hadrendi jelzést kapta és Tatárföld fővárosáról, Kazanyról nevezték el. A tervek szerint 2018-ban kellett volna végrehajtani a tengeri próbautakat és 2019-re tervezték a szolgálatba állítását. A program azonban csúszott, így csak 2021. május 7-én állt szolgálatba az Orosz Haditengerészet Északi Flottájánál. A tengeralattjáró fő fegyverzete eredetileg a 3M–54 Kalibr robotrepülőgép lett volna, azonban hírek jelentek meg arról is, hogy helyette a 3M22 Cirkon hiperszonikus robotrepülőgépekkel fogják felfegyverezni. Indítókonténerenként 4 db robotrepülőgép helyezhető el. egyes információk szerint a szolgálatba állítás azért késett, mert időközben alkalmassá kellett tenni az indítóberendezését a Cirkon robotrepülőgépek alkalmazására.